# 熊本電気鉄道6000形電車
熊本電気鉄道6000形電車（くまもとでんきてつどう6000がたでんしゃ）は熊本電気鉄道（熊本電鉄）が所有している電車の一形式である。

## 概要
老朽化した500形および600形の置き替えを目的として、都営地下鉄三田線で使用していた東京都交通局6000形を譲り受けたものである。
譲渡された車両は、1968年製造の1次車（6100形）2編成と1972年製造の2次車（6200形）3編成で、編成両端部の先頭車のみ譲り受けて2両固定編成とし、三田側の先頭車（末尾1）を御代志側に、西高島平側の先頭車（末尾8）を上熊本/藤崎宮前側に連結している。なお、熊本電鉄に譲渡された車両はすべて日立製作所製である。

### 改造
譲渡に際しては以下の改造が西鉄筑紫車両基地内にある西鉄産業筑紫工場で実施された。
- 架線電圧の変更（1500V→600V）に伴う一部機器取替え
- 運賃表示器・運賃箱・バックミラー・発車ベルなどワンマン運転用設備の設置
- 側面扉の戸袋窓上に「入口」「出口」「締切」を表示するLED表示器の設置
- 運行番号幕をワンマン表示に変更
- 非冷房編成への冷房装置新設

当初は番号や塗装を変更せず、外観的には都営時代と大きな差異はなかったが、1999年以降は一部編成で塗装変更されたほか、前面下部に排障器を設置したため、当初とは異なる外観となった。また2001年以降、全編成に順次ATSが設置され、車両番号に「A」が追加された。2015年には熊本地域振興ICカード導入に伴い、ICカード対応の運賃箱に交換し、運賃表示器をレシップ製液晶ディスプレイに変更した。

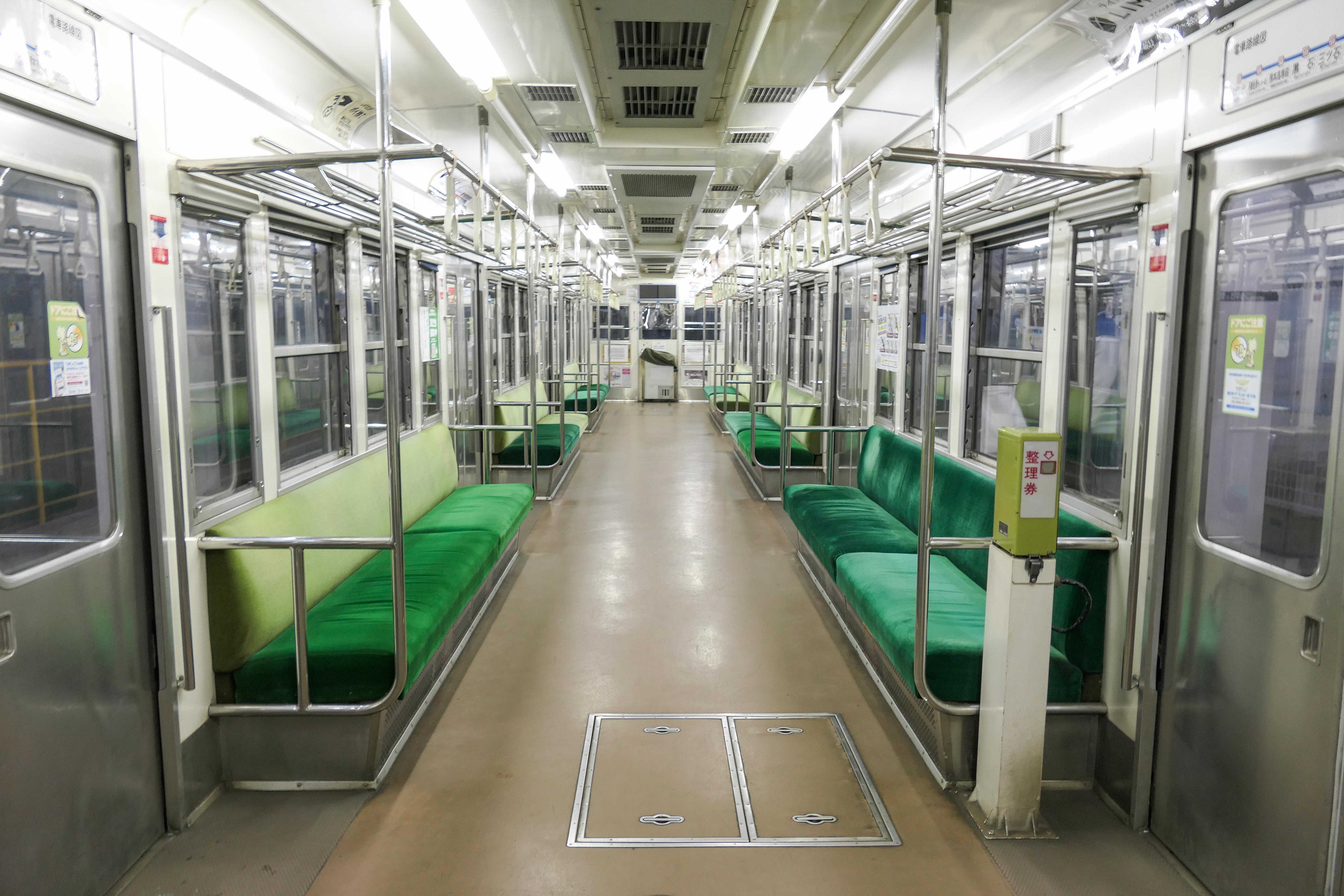
車内（6211A）
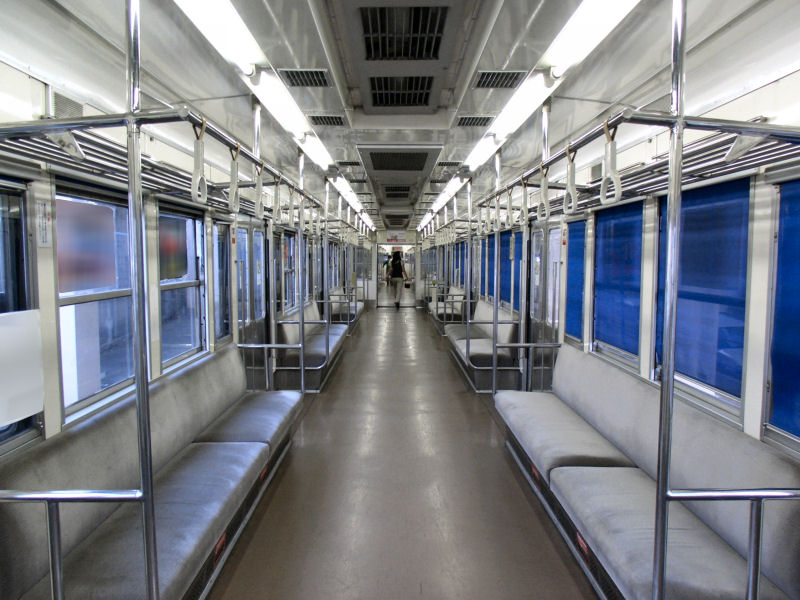
車内（6231A）
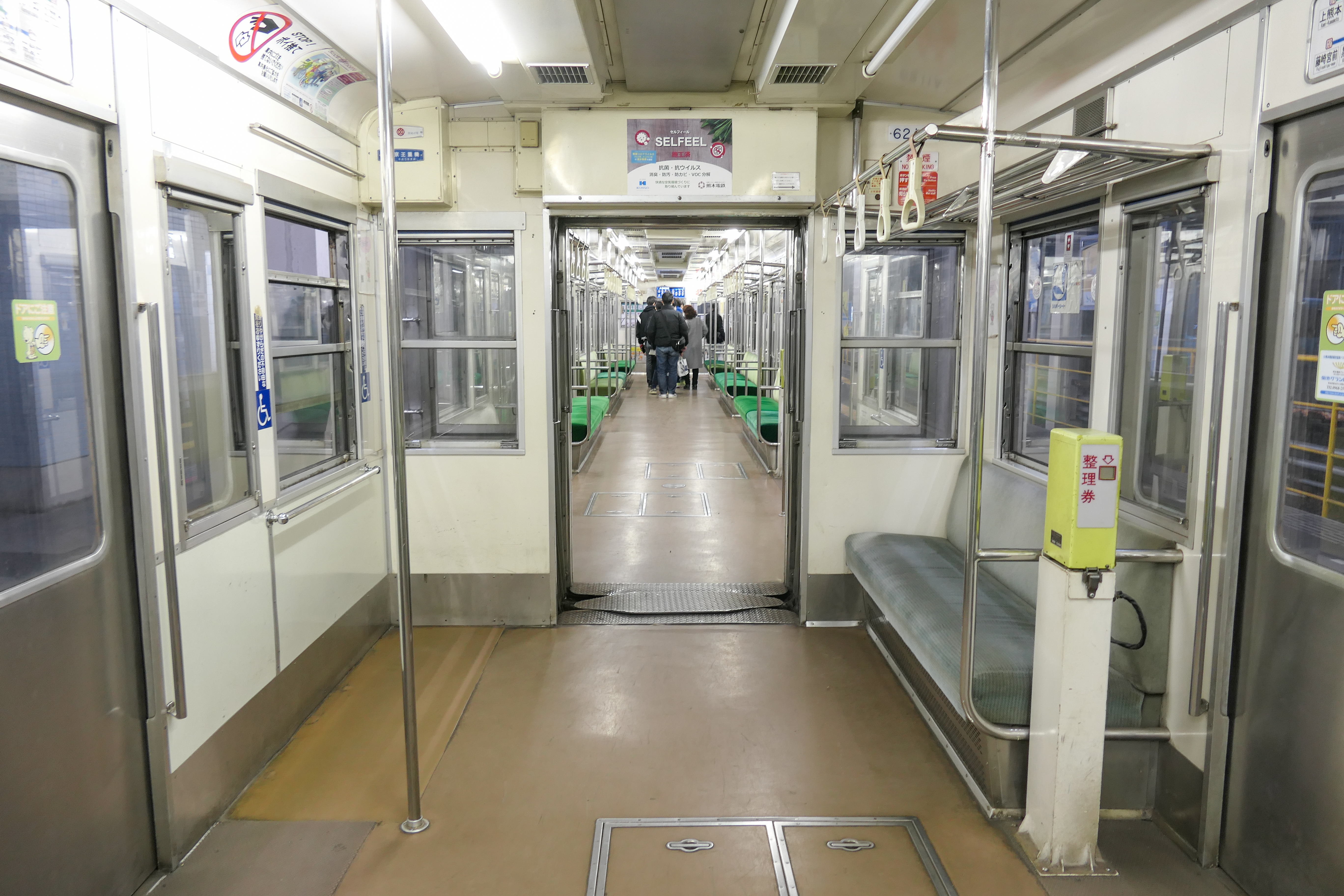
車端部の優先席・車椅子スペース（6211A）

### 運用
熊本電気鉄道の主力車両として、藤崎宮前 - 御代志間（本線）で運行されている。本形式は全長が20mと長く、各駅が最大18m車2両分程度のホーム長しかない上熊本 - 北熊本間（上熊本線）には入線しない。

### 廃車
2018年に6101A編成の事故廃車が発生した。また他の編成においても03形および1000形による置き換えが進行しており、2023年度以降は在籍数を1編成にまで減らす予定である。

## 車両別概説
本形式はすべての車両においていずれかが異なる点を有している。本節では廃車された編成についても解説する。

### 6101A - 6108A（廃車）

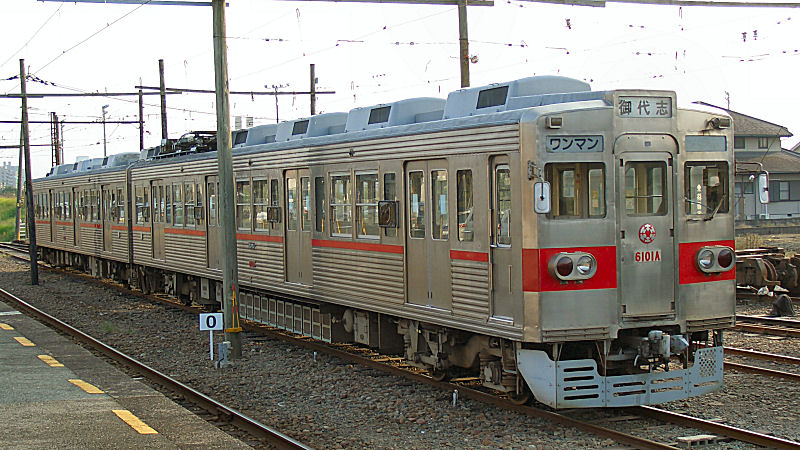
6101A - 6108A（廃車）

1995年12月22日運用開始。都営時代は非冷房だったが譲渡時に分散型冷房装置を1両に4基搭載する冷房化改造を実施し、熊本電鉄初の冷房付車両として登場した。都営時代の塗装のままで就役したが、後に車体帯を藍色から赤色に変更している。なお、都営でのデビュー当時も赤色であった。
2014年夏に、自動車の衝突で倒れたガードレールに乗り上げる事故に遭遇し、その際に台車や床下機器を大きく損傷したため、休車で車両基地の外れに留置されていたが、復帰することなく2018年11月17日付で廃車、解体された。

### 6111A - 6118A

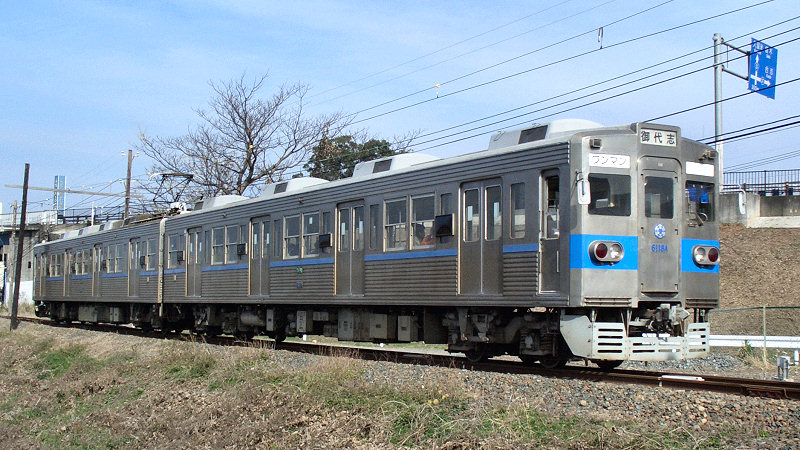
6111A - 6118A

1996年12月23日運用開始。都営時代は非冷房だったが譲渡時に6101A編成と同様の冷房化改造を実施した。当編成は現在も車体塗装の変更がされておらず、都営時代の塗装のままである。2019年現在、熊本電鉄の営業用車両としては最も古い車両となっている。

### 6211A - 6218A（廃車）

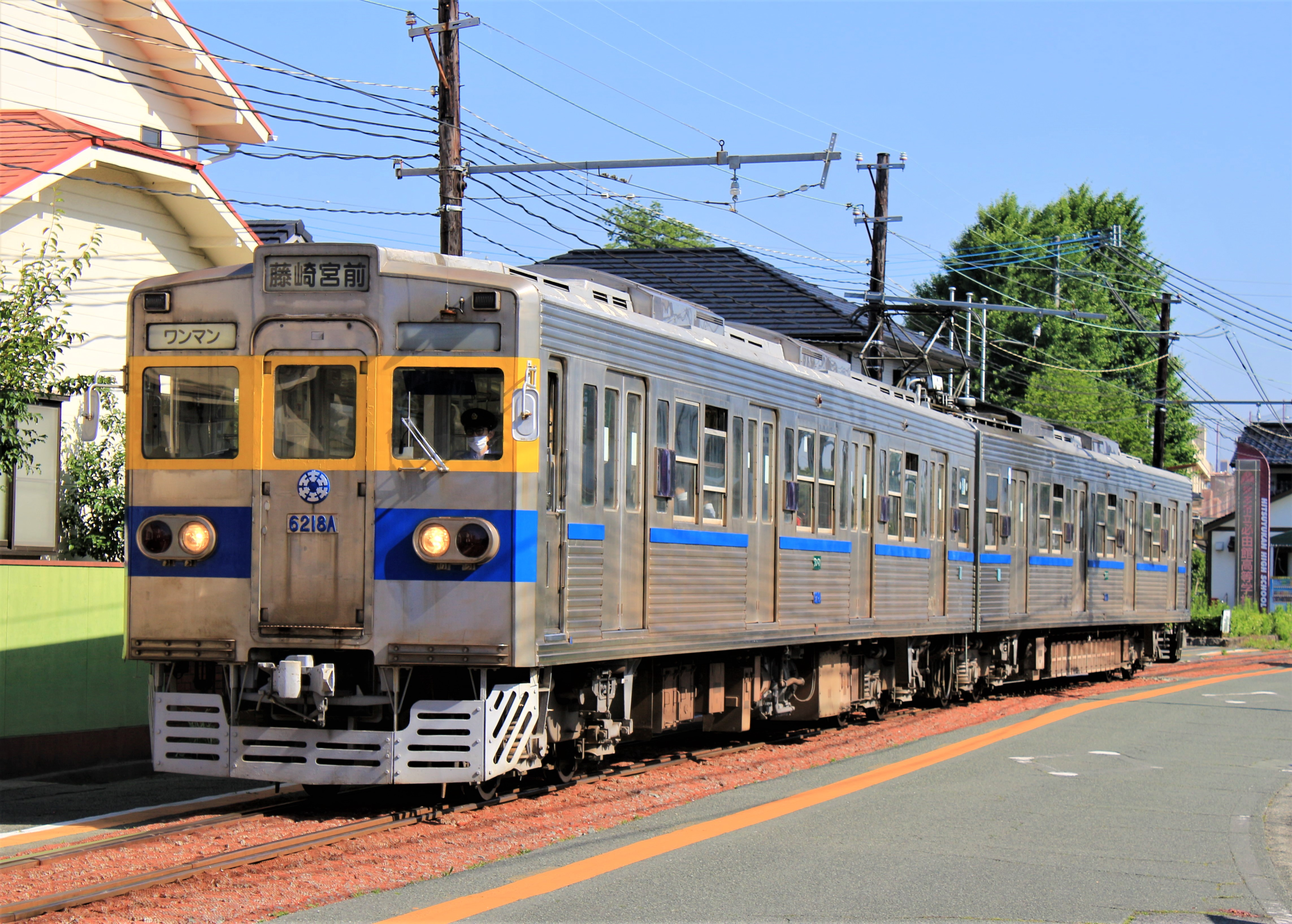
6211A - 6218A

1999年12月22日運用開始。東京都交通局での6000形の置き換えが遅れたため3年ぶりの導入となった。なお、この間に車両補充のため南海電気鉄道から200形を導入した。当編成は都営時代に集約分散型冷房装置を1両に2基搭載する冷房化改造が実施されている。車体帯の変更はないが、視認性向上のために前面窓周りを警戒色（黄色）に塗装している。
2023年10月27日をもって引退し、 翌年1月中に解体された。

### 6221ef - 6228A（廃車）
| 6221A - 6228A（改装前） |  | 6221ef - 6228A（改装後） |
| 6221A - 6228A（改装前） |  | 6221ef - 6228A（改装後） |

2000年12月14日運用開始。6211A編成と同様に、都営時代に冷房化改造されている。導入当初は車体帯の変更はなく、6211A編成に比べ前面窓周りの警戒色の幅が広かった。2014年に6221Aの台車を川崎重工業が開発したCFRP製台車「efWING」に交換するとともに、熊本県のゆるキャラ「くまモン」のラッピングを施し、同年3月14日より「くまモン電車」として営業運転を開始した。これに併せ、車体帯を藍色からダークグレーに変更し、efWING搭載車両のみ車番末尾アルファベットを「A」から「ef」に変更した。2020年11月27日をもって引退し、翌年1月中に解体された。

### 6231A - 6238A（廃車）

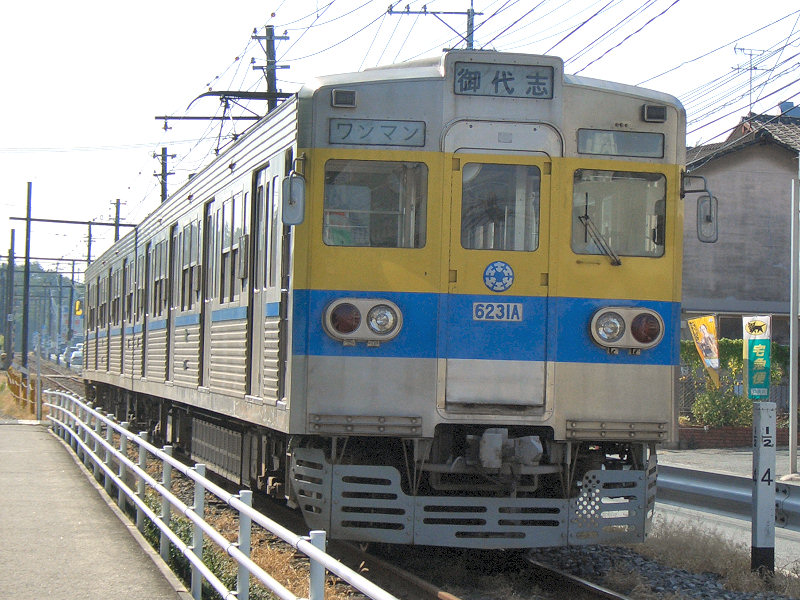
6231A - 6238A

2001年12月14日運用開始。6211A編成と同様に、都営時代から冷房化改造されている。改装前の6221A編成と同じ色太い警戒色が特徴だが、前面の青帯が警戒色同様に貫通扉まで配されている。また、車体改造の際に車体側面の下部がコルゲートのないステンレス一枚板になった。2021年10月31日をもって引退した。

## 編成表
| ← 御代志藤崎宮前 → |            |
| Mc1                | Mc2        |
| 6101A (廃)         | 6108A (廃) |
| 6111A              | 6118A      |
| 6211A(廃)          | 6218A(廃)  |
| 6221ef (廃)        | 6228A (廃) |
| 6231A (廃)         | 6238A (廃) |

- 集電装置は御代志側（Mc1）に菱形パンタグラフを1基搭載する。
- 車両番号は「A」や「ef」が追加されているが、番号自体は都営時代から変更されていない。